# Macedonian Prva Liga
A Primeira Liga da Macedônia do Norte de Futebol (em macedônio: Прва македонска фудбалска лига, Prva Мakedonska Fudbalska Liga, também chamada de Primeira Liga Macedônia, 1.MFL ou Prva Liga) é a divisão topo do futebol macedônio.
O campeonato é composto por 10 equipes. As equipes jogam uma contra as outras por três vezes, realizando-se três turnos. O vencedor do campeonato entra na pré-eliminatória da Liga dos Campeões da UEFA, enquanto os Segundo e Terceiro colocados se classificam para a pré-eliminatória da Liga Europa da UEFA juntamente com o vencedor da Copa da Macedônia do Norte. No final da temporada os dois times que menos pontuaram são rebaixados para a Segunda Liga da Macedônia do Norte, enquanto os 9° e 10° colocados disputam um play-off com os tercero e quarto colocados da Segunda Liga da Macedônia do Norte.

## Equipes da temporada atual (2018–19)
| Clube            | Posição final na temporada 2017–18 |
| ---------------- | ---------------------------------- |
| Akademija Pandev | 6º                                 |
| Belasica         | 1º na Segunda Liga – Leste         |
| Makedonija GP    | 1º na Segunda Liga – Oeste         |
| Pobeda           | 8º                                 |
| Rabotnichki      | 3º                                 |
| Renova           | 7º                                 |
| Shkëndija        | 1º                                 |
| Shkupi           | 4º                                 |
| Sileks           | 5º                                 |
| Vardar           | 2º                                 |

## Clubes da Primeira Liga
Desde a criação do campeonato em 1992, um total de 34 equipes passaram pela primeira divisão. Abaixo está uma lista de clubes que já passaram pela Primeira Liga e o número de temporadas disputadas pelo clube.
Os times em negrito estão atualmente na primeira divisão.
- 19 Temporadas: Sileks, Vardar
- 18 Temporadas: Pobeda
- 16 Temporadas: Pelister
- 15 Temporadas: Cementarnica 55
- 14 Temporadas: Makedonija, Sloga
- 13 Temporadas: Rabotnički
- 12 Temporadas: Belasica
- 11 Temporadas: Tikveš
- 9 Temporadas: Napredok, Sasa
- 8 Temporadas: Borec Veles, Osogovo
- 7 Temporadas: Balkan Skopje, Bregalnica Štip, Škendija
- 6 Temporadas: Renova
- 5 Temporadas: Bashkimi, Rudar Probištip
- 4 Temporadas: Metalurg
- 3 Temporadas: Kumanovo, Ljuboten, Milano, Skopje, Teteks, Turnovo
- 2 Temporadas: Bregalnica, Madžari, Ohrid, Vlazrimi
- 1 Temporada: Karaorman Struga, Kožuv, Vardarski

## História dos campeões macedônios

### Royal Regional League
| - 1923: Gragjanski Skopje - 1924: Gragjanski Skopje - 1925: Gragjanski Skopje - 1926: Gragjanski Skopje - 1927: Gragjanski Skopje - 1928: Gragjanski Skopje - 1929: Gragjanski Skopje - 1930: Gragjanski Skopje - 1931: Gragjanski Skopje | - 1932: Gragjanski Skopje - 1933: Gragjanski Skopje - 1934: não disputado - 1935: Gragjanski Skopje - 1936: Gragjanski Skopje - 1937: Gragjanski Skopje - 1938: Gragjanski Skopje - 1939: Gragjanski Skopje - 1940: Gragjanski Skopje |

| Clube             | Títulos | Anos Vencidos |
| ----------------- | ------- | ------------- |
| Gragjanski Skopje | 17      | Todos         |

### Regional da Segunda Guerra Mundial
| - 1941:Makedonija Skopje - 1942:Makedonija Skopje - 1943:Makedonija Skopje - 1944:Makedonija Skopje |

| Clube             | Títulos | Anos Vencidos |
| ----------------- | ------- | ------------- |
| Makedonija Skopje | 4       | Todos         |

### Liga da República
| - 1945: Makedonija - 1946: Pobeda Skopje - 1947: Vardar Skopje - 1948: Dinamo Skopje - 1949: Vardar Skopje - 1950: Vardar Skopje - 1951: Vardar Skopje - 1952: Vardar Skopje - 1953: Rabotnički - 1954: Rabotnički - 1955: Rabotnički - 1956: Vardar Skopje - 1957: Rabotnički - 1958: Rabotnički - 1959: Pobeda Prilep - 1960: Pelister Bitola - 1961: Pelister Bitola - 1962: Pobeda Prilep - 1963: Pobeda Prilep - 1964: Bregalnica Štip - 1965: Teteks Tetovo - 1966: Rabotnički Skopje - 1967: Bregalnica Štip - 1968: Rabotnički | - 1969: Teteks Tetovo - 1970: Skopje - 1971: Kumanovo - 1972: Tikveš Kavadarci - 1973: Rabotnički - 1974: Teteks Tetovo - 1975: Pelister Bitola - 1976: Bregalnica Štip - 1977: Rabotnički - 1978: Tikveš Kavadarci - 1979: Pobeda Prilep - 1980: Rabotnički - 1981: Pobeda Prilep - 1982: Pelister Bitola - 1983: Belasica Strumica - 1984: Bregalnica Štip - 1985: Teteks Tetovo - 1986: Pobeda Prilep - 1987: Metalurg Skopje - 1988: Belasica Strumica - 1989: Borec Veles - 1990: Balkan Skopje - 1991: Makedonija Gj.P. Skopje - 1992: Sasa Makedonska Kamenica |

| Clube                    | Títulos | Anos Vencidos                                     |
| ------------------------ | ------- | ------------------------------------------------- |
| FK Rabotnički            | 10      | 1953,1954,1955,1957,1958,1966,1968,1973,1977,1980 |
| Pobeda Prilep            | 6       | 1959,1962,1963,1979,1981,1986                     |
| Vardar Skopje            | 6       | 1947,1949,1950,1951,1952,1956                     |
| Teteks Tetovo            | 4       | 1965,1969,1974,1985                               |
| Bregalnica Štip          | 4       | 1964,1967,1976,1984                               |
| Pelister Bitola          | 4       | 1960,1961,1975,1982                               |
| Belasica Strumica        | 2       | 1983,1988                                         |
| Tikveš Kavadarci         | 2       | 1972,1978                                         |
| Sasa Makedonska Kamenica | 1       | 1992                                              |
| Makedonija Gj.P. Skopje  | 1       | 1991                                              |
| Balkan Skopje            | 1       | 1990                                              |
| Borec Veles              | 1       | 1989                                              |
| Metalurg Skopje          | 1       | 1987                                              |
| Kumanovo                 | 1       | 1971                                              |
| Skopje                   | 1       | 1970                                              |
| Dinamo Skopje            | 1       | 1948                                              |
| Pobeda Skopje            | 1       | 1946                                              |
| Makedonija               | 1       | 1945                                              |

## Macedonian Prva Liga

### Campeões da Prva Liga
Os títulos ganhos pelos clubes desde a independência são mostrados na tabela a seguir:
| Temporada | Campeão            | Segundo Colocado   | Terceiro Colocado  |
| --------- | ------------------ | ------------------ | ------------------ |
| 1992-93   | Vardar             | Sileks             | Balkan             |
| 1993-94   | Vardar             | Sileks             | Balkan             |
| 1994-95   | Vardar             | Sileks             | Sloga Jugomagnat   |
| 1995-96   | Sileks             | Sloga Jugomagnat   | Vardar             |
| 1996-97   | Sileks             | Pobeda             | Sloga Jugomagnat   |
| 1997-98   | Sileks             | Sloga Jugomagnat   | Makedonija GP      |
| 1998-99   | Sloga Jugomagnat   | Sileks             | Pobeda             |
| 1999-00   | Sloga Jugomagnat   | Pobeda             | Rabotnički Kometal |
| 2000-01   | Sloga Jugomagnat   | Vardar             | Pobeda             |
| 2001-02   | Vardar             | Belasica           | Cementarnica 55    |
| 2002-03   | Vardar             | Belasica           | Pobeda             |
| 2003-04   | Pobeda             | Sileks             | Vardar             |
| 2004-05   | Rabotnički Kometal | Vardar             | Pobeda             |
| 2005-06   | Rabotnički Kometal | Makedonija GP      | Vardar             |
| 2006-07   | Pobeda             | Rabotnički Kometal | Makedonija GP      |
| 2007-08   | Rabotnički Kometal | Milano             | Pelister           |
| 2008-09   | Makedonija Gj. P.  | Milano             | Renova             |
| 2009-10   | Renova             | Rabotnički Skopje  | Metalurg           |
| 2010-11   | Shkëndija          | Metalurg           | Renova             |
| 2011-12   | Vardar             | Metalurg           | Shkëndija          |
| 2012-13   | Vardar             | Metalurg           | FK Turnovo         |
| 2013-14   | Rabotnički Skopje  | FK Turnovo         | Vardar             |
| 2014-15   | Vardar             | Rabotnički Skopje  | Shkëndija          |
| 2015-16   | Vardar             | Shkëndija          | Sileks             |
| 2016-17   | Vardar             | Shkëndija          | Rabotnički Skopje  |
| 2017-18   | Shkëndija          | Vardar             | Rabotnički Skopje  |
| 2018-19   | Shkëndija          | Vardar             | Akademija Pandev   |
| 2019-20   | Vardar             | Sileks             | Shkëndija          |
| 2020-21   | Shkëndija          | FK Shkupi          | FK Struga          |
| 2021-22   | FK Shkupi          | Akademija Pandev   | Shkëndija          |

| Clube                   | Títulos | Vice-campeonato | Anos vencidos                                                                                     |
| ----------------------- | ------- | --------------- | ------------------------------------------------------------------------------------------------- |
| Vardar Skopje           | 11      | 2               | 1992–93, 1993–94, 1994–95, 2001–02, 2002–03, 2011–12, 2012–13, 2014–15, 2015–16, 2016–17, 2019/20 |
| Rabotnički Skopje       | 4       | 3               | 2004–05, 2005–06, 2007–08, 2013–14                                                                |
| Sileks Kratovo          | 3       | 5               | 1995–96, 1996–97, 1997–98                                                                         |
| Shkëndija Tetovo        | 4       | 2               | 2010–11, 2017–18, 2018–19, 2020-21                                                                |
| Sloga Jugomagnat Skopje | 3       | 2               | 1998–99, 1999–2000, 2000–01                                                                       |
| Pobeda Prilep           | 2       | 2               | 2003–04, 2006–07                                                                                  |
| Makedonija Gj.P. Skopje | 1       | 1               | 2008–09                                                                                           |
| Renova Džepčište        | 1       | —               | 2009–10                                                                                           |
| Metalurg Skopje         | —       | 3               | —                                                                                                 |
| Milano Kumanovo         | —       | 2               | —                                                                                                 |
| Belasica Strumica       | —       | 2               | —                                                                                                 |
| Horizont Turnovo        | —       | 1               | —                                                                                                 |

### Artilheiros por Temporada
| Temporada | Jogador                               | Gols | Clube                                 |
| --------- | ------------------------------------- | ---- | ------------------------------------- |
| 1992-93   | Saša Ćirić                            | 36   | Vardar                                |
| 1993-94   | Zoran Boškovski                       | 21   | Sileks                                |
| 1994-95   | Saša Ćirić                            | 35   | Vardar                                |
| 1995-96   | Zoran Boškovski                       | 20   | Sileks                                |
| 1996-97   | Vančo Micevski Miroslav Đokić         | 16   | Sileks                                |
| 1997-98   | Vančo Atanasov                        | 12   | Belasica                              |
| 1998-99   | Oliveira                              | 22   | Pobeda                                |
| 1999-00   | Argjend Bekjiri                       | 19   | Sloga Jugomagnat                      |
| 2000-01   | Argjend Bekjiri                       | 27   | Sloga Jugomagnat                      |
| 2001-02   | Miroslav Đokić                        | 22   | Pobeda                                |
| 2002-03   | Ljubiša Savić                         | 25   | Bregalnica Delčevo / Sloga Jugomagnat |
| 2003-04   | Dragan Dimitrovski                    | 25   | Pobeda                                |
| 2004-05   | Aleksandar Stojanovski Stevica Ristić | 26   | Belasica Sileks                       |
| 2005-06   | Stevica Ristić                        | 27   | Sileks                                |
| 2006-07   | Boban Jančevski                       | 26   | Bashkimi / Renova                     |
| 2007-08   | Ivica Gligorovski                     | 15   | Milano                                |
| 2008-09   | Ivica Gligorovski                     | 14   | Milano                                |
| 2009-10   | Bobi Božinovski                       | 15   | Rabotnički                            |
| 2010-11   |                                       |      |                                       |

## Campeões de todos os tempos
| Clube                    | Títulos | Anos Vencidos                                                                        |
| ------------------------ | ------- | ------------------------------------------------------------------------------------ |
| Gragjanski Skopje        | 17      | 1923,1924,1925,1926,1927,1928,1929,1930,1931,1932,1933,1935,1936,1937,1938,1939,1940 |
| Vardar Skopje            | 16      | 1947,1949,1950,1951,1952,1956,1993,1994,1995,2002,2003,2012,2013,2015,2016,2017      |
| Rabotnički               | 14      |                                                                                      |
| Pobeda Prilep            | 8       | 1959,1962,1963,1979,1981,1986,2004,2007                                              |
| Makedonija Gj.P. Skopje  | 6       | 1941,1942,1943,1944,1991,2009                                                        |
| Teteks Tetovo            | 4       | 1965,1969,1974,1985                                                                  |
| Bregalnica Štip          | 4       | 1964,1967,1976,1984                                                                  |
| Pelister Bitola          | 4       | 1960,1961,1975,1982                                                                  |
| Sloga Jugomagnat Skopje  | 3       | 1999,2000,2001                                                                       |
| Sileks Kratovo           | 3       | 1996,1997,1998                                                                       |
| FK Shkendija             | 2       | 2011,2016                                                                            |
| Belasica Strumica        | 2       | 1983,1988                                                                            |
| Tikveš Kavadarci         | 2       | 1972,1978                                                                            |
| Renova Džepčište         | 1       | 2010                                                                                 |
| Sasa Makedonska Kamenica | 1       | 1992                                                                                 |
| Balkan Skopje            | 1       | 1990                                                                                 |
| Borec Veles              | 1       | 1989                                                                                 |
| Metalurg Skopje          | 1       | 1987                                                                                 |
| Kumanovo                 | 1       | 1971                                                                                 |
| Skopje                   | 1       | 1970                                                                                 |
| Dinamo Skopje            | 1       | 1948                                                                                 |
| Pobeda Skopje            | 1       | 1946                                                                                 |
| Makedonija               | 1       | 1945                                                                                 |